# Стоян Бакърджиев
Стоян Бакърджиев е български преводач на поезия и драми в стихове.

## Биография
Роден на 9 март 1929 г. в Пазарджик. Завършва гимназия в родния си град (1946), право в Софийския университет (1956) и българска филология в Софийския университет (1965).
Работи като адвокат в Пазарджик (1957 – 1959). От 1960 до края на живота си е преводач на свободна практика. През по-голямата част от живота си живее и работи в родния си град.
Член-учредител на Съюза на преводачите в България.
Умира на 12 май 1998 г. в Пазарджик. Почетен гражданин на Пазарджик (1998, посмъртно).
На негово име през 2000 г. е учредена Националната награда за художествен превод „Стоян Бакърджиев“, присъждана от Община Пазарджик на всеки три години.

## Творчество
Първият му публикуван превод е баладата „Чашата“ на Шилер (сп. „Септември“, май 1955 г.).
Превежда поеми, лирика, драми в стихове от немски, руски, румънски, украински, полски, грузински, френски, испански, гръцки и латиноамерикански поети. С еднакъв успех интерпретира разнообразни стихотворни жанрове от различни епохи и национални литератури. Създава образци на преводаческото изкуство (като преводите на Райнер Мария Рилке, Хуан Рамон Хименес и Рубен Дарио), които го превръщат в учител на младите поколения поети и преводачи.
Пресътворява чуждестранна поезия на изключително богат и благозвучен български език, който предава духа и музиката на оригиналния текст, като запазва неговото естествено звучене и емоционално въздействие. Синтезиран израз на разбирането за поетическия превод е следното признание на Стоян Бакърджиев: „Моят преводачески идеал е преведената творба да звучи като оригинал и да бъде конкурентноспособна спрямо българската поезия. Читателят на превода трябва да изпита същото удоволствие, което изпитва читателят на оригинала.“

## Награди
- Отличник на Комитета по култура и изкуство (1966);
- Златна значка за дългогодишна преводаческа дейност (1989);
- Награди на Съюза на преводачите в България за най-добри постижения в превода:
  - за „Витязът в тигрова кожа“ (1977);
  - за „Пиеси“ от Х. фон Клайст (1987);
  - за цялостно творчество (1996)[2]

## Преводи, публикувани в самостоятелни книги
Публикациите с повече от едно издание за краткост са представени само с първото издание.
- Бакърджиев, Стоян. Избрани преводи. Състав. Петър Велчев. София: Народна култура, 2003.
- Бараташвили, Николоз. Мерани: Стихове: [Сборник]. Прев. [от груз. с подстрочник] Стоян Бакърджиев; Под ред. [с предг.] на Иван Бицадзе. София: Нар. култура, 1981.
- Дарио, Рубен. Песни за живота и надеждата: Избрани стихотворения. Подбор и прев. от исп. Стоян Бакърджиев; Под ред. и предг. на Никола Инджов. София: Нар. култура, 1967.
- Дейч, Александър. Повест за Леся Украинка. Прев. от рус. Ангелина Янакиева, Стоян Бакърджиев. София: Нар. култура, 1966.
- Испански поети от златния век. Прев. Стоян Бакърджиев. София : Панорама, 2009 ([София]: Симолини-94). ISBN 978-954-9655-38-4.
- Калдерон де ла Барка, Педро. Животът е сън и други пиеси. Прев. от исп. Стоян Бакърджиев. София: Панорама, 2009. [София] : Симолини 94 . ISBN 978-954-9655-36-0.
- Камоинш, Луиш де. [Избрана лирика]. Прев. от португ. Стоян Бакърджиев, Екатерина Начева. София: Ерато, 1995. ISBN 954-8519-22-4.
- Клайст, Хайнрих фон. Пиеси. Прев. от нем. Стоян Бакърджиев; [С предг. от Жана Николова-Гълъбова]. София: Нар. култура, 1986.
- Молиер, Жан Батист. Тартюф: [Комедия в 5 д.]. Прев. от фр. Стоян Бакърджиев. В. Търново: Пегас ; Слово, 1994. ISBN 954-539-029-8.
- Отеро, Блас де. Мащехо и майко моя: [Сб. стихотворения]. Прев. от исп. Румен Стоянов, Стоян Бакърджиев. София: Нар. култура, 1977.
- Рилке, Райнер Мария. [Сб. стихотворения]. Прев. от нем. Стоян Бакърджиев. София: Ерато, 1995. ISBN 954-8519-13-5.
- Руставели, Шота. Витязът в тигрова кожа: [Поема]. Прев. [от груз.] Стоян Бакърджиев. София: Нар. култура, 1975.
- Словацки, Юлиуш. Избрани пиеси. Прев. от пол. Стоян Бакърджиев; София: Нар. култура, 1982.
- Украинка, Леся. Безсънни нощи: [Сборник от стихотворения, легенди, поеми и пиеси]. Прев. от укр. Стоян Бакърджиев; Ред. Иван Давидков. София: Нар. култура, 1961.
- Хайне, Хайнрих. [Сб. стихотворения]. Прев. от нем. Стоян Бакърджиев, Димитър Стоевски. София: Ерато, 1994 ISBN 954-8519-08-9.
- Хименес, Хуан Рамон. Лирика: Избрани стихотворения. Подбор и прев. от исп. Стоян Бакърджиев ; [С предг. от Румен Стоянов] София: Нар. култура, 1970.
- Хименес, Хуан-Рамон. Втора зора: Избрани стихотворения; [Състав., прев. от исп. ез.] Стоян Бакърджиев. София: Нар. култура, 1989.
- Хименес, Хуан Рамон. [Сб. стихотворения]. Прев. от исп. Стоян Бакърджиев. София: Ерато, 1994. ISBN 954-8519-06-2.

## Преводи, публикувани в сборници и антологии
- 100 шедьоври на баладата: [Сборник]. Състав. Ал. Муратов и др.; Прев. от ориг. П. Симов и др. София: Нар. култура, 1974.
- 100 шедьоври на европейската любовна лирика: [Антология]. Прев. от ориг.; Подб. и ред. [с предг.] Григор Ленков. София: Нар. култура, 1976.
- 100 шедьоври на сонета. Състав., ред., [предг.] Петър Велчев; Прев. от ориг. София: Нар. култура, 1978.
- Антология на немската поезия. Състав., ред., [предг.] Димитър Стоевски и др. ; Прев. Димитър Стоевски и др. София: Нар. култура, 1965.
- Антология на световната любовна лирика. Състав., ред. Владимир Свинтила и др. Прев. Григор Ленков и др. София: Нар. младеж, 1967.
- Белоруски поети – едно поколение: Сборник. Подбор и ред. [с предг.] Георги Вълчев; Прев. от белорус. Й. Янков и др. София: Нар. култура, 1971.
- Беранже, Пиер. Песни и стихотворения. Прев. от фр. ; Ред. Димитър СтатковПиев и др. София: Нар. култура, 1964.
- Грузия в стихове. Предг. Теймураз Шарашенидзе; прев. Стоян Бакърджиев [и др.] [София]: Арт център Ла Страда, [2005].
- Гьоте, Йохан Волфганг. Избрани творби: В 8 т. Подбор, предг. и бел. Стефан Ив. Станчев; Прев. от нем. София: Нар. култура, 1980.
- Гьоте, Йохан Волфганг. Лирика, драма, проза. Прев. от нем. Ат. Далчев и др. София: Нар. култура, 1971.
- Докато обичам: Поетеси от цял свят за любовта. Състав. [с предг.] Божидар Божилов. София: Профиздат, 1982.
- Еминеску, Михаил. Избрани стихове. Превод от рум. Стоян Бакърджиев и др. София: Нар. култура, 1963.
- Заветни лири: Антология на рус. клас. поезия. Прев. от рус. Иванка Павлова и др. София: Нар. култура, 1983.
- Западноевропейски поети романтици: Антология. Състав. Людмила Стефанова; Прев. [от англ., нем., фр., итал., исп. ез.] София: Отечество, 1989.
- И струна и стих: Световна поезия за музиката: [Сборник]. Състав., [с предг.] Ивета Милева; Прев. Григор Ленков и др. София: Музика, 1986.
- Коцюбински, Михайло. Избрани творби; Леся Украинка. Избрани творби Подбрал Симеон Владимиров; прев. от укр. Петко Атанасов и др. София: Нар. култура, 1978.
- Лермонтов, Михаил Ю. Избрани произведения: В 4 т. Ред. кол. Никола Фурнаджиев и др. София: Нар. култура, 1966 – 1967.
- Лермонтов, Михаил Ю. Избрани творби. Прев. от рус. Петър Велчев и др. ; Състав. Иван Теофилов. София: Нар. култура, 1986.
- Лужишки поети: Антология. Състав. [и предг.] Георги Вълчев; Прев. от лужишко-сръб.; Ред. Симеон Владимиров. София: Нар. култура, 1963.
- Мицкевич, Адам. Кримски сонети. Състав. Стоян Бакърджиев; Прев. от пол. Дора Габе и др. София: Захарий Стоянов, 2008. ISBN 978-954-739-841-2.
- Молиер, Жан-Батист. Комедии. Прев. от фр. София: Нар. култура, 1977. (Съдържа „Тартюф“ в превод на Стоян Бакърджиев).
- Моят Пушкин: поезия, преведена в България. Състав. Росица Бърдарска, Елка Няголова. Варна: Слав. литературна и артистична акад., 2009. ISBN 978-954-92161-9-6.
- Мюсе, Алфред дьо. Поезия и драми. Прев. от фр. Стефан Петров и др. ; Състав. Асен Тодоров. София : Нар. култура, 1985.
- Поезия на ГДР – XX век: [Антология]. Прев. от нем. Венцеслав Константинов и др.; Ред. колегия Александър Миланов и др. София: Нар. култура, 1982.
- Перуански поети: Сб. [стихове]. Прев. от исп. Ст. Бакърджиев и др. ; Подбор [с предг.] Лада Галина. София: Нар. култура, 1977.
- Пушкин, Александър С. Избрана лирика. Състав. Г. Германов. София: Нар. култура, 1965.
- Пушкин, Александър С.. Избрани произведения в 6 т. Ред. кол. Александър Геров и др.
- Пушкин, Александър С. Избрани творби в 3 т. Ред. кол. Георги Борисов и др. София: Нар. култура, 1988.
- Пушкин, Александър С. Избрани творби: стихотворения и поеми ; Повести. Прев. от рус. Стоян Бакърджиев и др. София: Нар. култура, 1984.
- Пушкин, Александър С. Пророк: избрани стихотворения. Прев. от рус. Стоян Бакърджиев и др. ; Подб., ред. [с предг. от] Иван Теофилов. София : Нар. култура 1985.
- Пушкин, Александър С. Стихотворения и поеми. Прев. от рус. Георги Мицков и др. Москва: Прогрес ; София: Нар. култура, 1977.
- Рилке, Райнер Мария. Лирика. Прев. от нем. П. Велчев и др.; Подбор и ред. Венцеслав Константинов; София: Нар. култура, 1979.
- Румънски класици XIX-XX в. : [Избрани произведения] / Прев. от рум. София; Нар. култура, 1973.
- Самият Търновград ще разтръби победите: Средновековни поети за България: [Сборник]. Състав. [с предг.] Васил Гюзелев ; Поет. прев. Стоян Бакърджиев и др. ; Дословните прев. от съответните ориг. Васил Гюзелев и др. София: Нар. култура, 1981.
- Украинка, Леся. Избрани творби. Подбрал Иван Давидков ; Прев. от укр. Петко Атанасов и др.
- Украинска класическа поезия: [Сборник]. Прев. от укр.; Ред. Иван Бурин. София: Бълг. писател, 1959.
- Хайне, Хайнрих. Избрани творби. Прев. от нем. Стоян Бакърджиев и др.; София: Нар. култура, 1981.
- Шилер, Фридрих. Избрани произведения в 3 т. София: Народна култура, 1955 – 1956. Том 3. Лирика. Подбор и състав. Димитър Стоевски. Превод от немски Стоян Бакърджиев и др.
- Шилер, Фридирх. Избрани творби: Поезия; Драми; Статии. Прев. от нем. Стоян Бакърджиев и др. София: Нар. култура, 1983.
- Юго, Виктор. Избрани произведения в 5 т. Под редакцията на Лъчезар Станчев. София: Нар. култура, 1965 – 1967. Том 5. Стихотворения, драми [превод от френски Стоян Бакърджиев и др.]

## Превод на стихове в прозаични произведения и драми
- Абашидзе, Григол. Лашарела. Прев. от рус. Жан Ковачев. Превод на стиховете Стоян Бакърджиев.
- Калинеску, Джордже. Животът на Михай Еминеску. Прев. от рум. Гергана Стратиева; превод на стиховете Стоян Бакърджиев. София: Нар. култура, 1971.
- Конти, Аролдо. Маскаро, американския стрелец : Роман. Прев. от исп. Валентина Рафаилова. Превод на стиховете Стоян Бакърджиев. София: Нар. младеж, 1979.
- Лорка, Федерико Гарсия. Доня Росита или езикът на цветята: Гранадска поема около 1900 година, разделена на различни градини с песни и танци. Прев. от исп. Тодор Нейков; превод на стиховете Стоян Бакърджиев. София: Нар. култура, 1978.
- Сервантес, Мигел де. Знаменитият идалго дон Кихот де ла Манча: Роман. Прев. от исп. [с предг.] Тодор Нейков; Превод на стиховете Стоян Бакърджиев. София: Нар. култура, 1970.
- Серебрякова, Галина. Открадването на огъня: Роман: Кн. 1 – 2. Прев. от рус. Пелин Велков; Стиховете са прев. от Д. Статков, Л. Огнянов, Стоян Бакърджиев, Гео Милев. София: Нар. култура, 1962 – 1964.
- Соловьов, Леонид. Повест за Настрадин Ходжа. Прев. от рус. Атанас Далчев; превод на стиховете Стоян Бакърджиев. София: Нар. младеж, 1963.
- Фигейреду, Гилерме. Лисицата и гроздето: пиеса в 3 действия. Прев. от португ. Тикла Иванова и Ангел Иванов. Превод на стиховете Стоян Бакърджиев. София: Нар. култура, 1971.

## Избрани публикации за Стоян Бакърджиев
- Стоян Бакърджиев – поет на превода. Състав., [послесл.] Божура Пенкова. Пловдив: ИК Жанет 45, 2007. ISBN 978-954-491-356-4.
- Бабачева, Венета. Памет за Стоян Бакърджиев (9 март 1929 – 12 май 1998) // Знаме, (46). Пазарджик, 9 март 2004, с. 9.
- Велчев, Петър. Призвание за самотници: 90 години от рождението на Стоян Бакърджиев // Словото днес (09). София, 7 март 2019, с. 10.
- Видни творци се прекланят пред паметта на Стоян Бакърджиев // Виделина (21). Пазарджик, 26 май 1998, с. 12.
- Ленкова, Цвета. Неговият преводачески свят беше класиката // Панорама: алманах за чуждестранна литература. (XXVII, 9). София, 2006, с. 260 – 266. ISSN 0205 – 0013.
- Матеев, Др. Хайне на български // Език и литература, 1955, кн. 5.
- Миланов, Александър. Възкресенията на самоубилия се поет: Памет за Стоян Бакърджиев // Български писател: седмичник. (32). София, 15 ноември 2000, с. 12.
- Петров, Здравко. Вдъхновен преводач: Стоян Бакърджиев на 50 г. // Литературен фронт (11), 15 март 1979.
- Попов, Александър. Призвание и съдба // Литературен форум (2). София, 1 януари 2013, с.11.
- Радков, Радко. Хазна от естетически ценности // Български писател: седмичник (3). София, 19 януари 1999, с. 3.
- Радков, Радко. Преводите на Стоян Бакърджиев са хазна от естетически ценности: В памет на твореца и човека // Знаме (147). Пазарджик, 29 юли 1998 с. 5.
- Стоян Бакърджиев (1929 – 1998): [Биографични данни] В: Най-хубавото: Антология: Творци на словото от Пазарджик и Пазарджишко. София: Литературен форум, 2008. с. 176 – 179.
- Теофилов, Иван. Преводачът работохолик // Култура: седмичник за изкуство, култура и публицистика (Год. 62, бр. 27) . София, 13 юли 2018, с. 3. ISSN 0861 – 1408.
- Янев, Симеон. Българинът Стоян Бакърджиев: 70 години от рождението на преводача // Знаме (46). Пазарджик, 9 март 1999, с. 6.